# Мешкоротовидные
Мешкоротовидные (лат. Saccopharyngoidei) — подотряд лучепёрых рыб из отряда угреобразных, представители которого приспособились к жизни на больших глубинах океанов. Раньше эта группа выделялась в самостоятельный отряд мешкоротообразных (Saccopharyngiformes), однако недавние исследования показали их близкое родство с угрями подотряда Anguilloidei, на основании чего их всех отнесли к угреобразным.

## Описание
На фоне огромной пасти, тело этих животных выглядит чрезвычайно малым. Достигают общей длины от 4,8 см (Monognathus herringi) до 161 см (Saccopharynx ampullaceus), а по другим данным даже до около 2 м. Эти рыбы не имеют чешуи, плавательного пузыря, рёбер, пилорических придатков, хвостового и брюшных плавников. Спинной и анальный плавники длинные. Многие кости черепа редуцированы, либо полностью исчезли. Мальки мешкоротовидных похожи на лептоцефалов угрей. Ископаемых представителей данного отряда пока не найдено.

## Классификация
В подотряд мешкоротовидных включают 4 семейства с 5 родами и 28 видами:
- Семейство Cyematidae — Циемовые
  - Род Cyema — Циемы, или тупохвостые угри, или тупохвостки (1 вид)
  - Род Neocyema (1 вид)
- Семейство Eurypharyngidae — Большеротые или большеротовые
  - Род Eurypharynx — Большероты (1 вид)
- Семейство Saccopharyngidae — Мешкоротые или мешкоротовые
  - Род Saccopharynx — Мешкороты (10 видов)
- Семейство Monognathidae — Моногнатовые[6][3] или одночелюстные[6]
  - Род Monognathus — Моногнаты[6] (15 видов)

До включения мешкоротовидных в отряд угреобразных семейство циемовых выделяли в монотипический подотряд циемовидных (Cyematoidei).